# A Deusa do Amor
One Touch of Venus (bra: Vênus, Deusa do Amor ou A Deusa do Amor; prt: A Deusa do Amor) é um filme estadunidense de 1948, dos gêneros fantasia e comédia romântico-musical, dirigido por William A. Seiter para a Universal-International, com roteiro de Harry Kurnitz e Frank Tashlin baseado no musical homônimo da Broadway escrito por S. J. Perelman e Ogden Nash, com música de Kurt Weill (versos de Nash). 
Em 1945, Mary Pickford havia anunciado que produziria a versão para cinema do musical com o elenco da Broadway, que incluía Mary Martin, a ser filmado em Technicolor e dirigido por Gregory La Cava para a United Artists.[carece de fontes?] Contudo, Mary Martin engravidou,[carece de fontes?] e Pickford vendeu os direitos para Lester Cowan da Universal em agosto de 1947.[carece de fontes?] Ann Ronell, a esposa de Cowan, compôs as canções adicionais em substituição ao material de Weill.[carece de fontes?]
O filme serviria de inspiração para Mannequin, filme de 1987.[carece de fontes?]

## Elenco
- Robert Walker...Eddie
- Ava Gardner...Vênus
- Dick Haymes...Joe
- Eve Arden...Molly
- Tom Conway...Whitfield
- James Flavin...Kerrigan, o detetive
- Olga San Juan...Glória, a secretária

## Sinopse
O rico proprietário de uma loja de departamentos, Whitfield Savory II, compra uma estátua de mármore em tamanho natural da deusa Vênus por duzentos mil dólares, planejando exibi-la em seu estabelecimento. O empregado atrapalhado Eddie Hatch fica encarregado de ajudar na decoração da nova aquisição. Ele não se contém e beija os lábios da estátua, que imediatamente se transforma na própria Vênus. A partir daí Eddie passa a sofrer todo tipo de confusão, pensando que ficou louco, acusado de roubo da estátua e perseguido pelo detetive da loja, além de provocar o ciúme da namorada Molly.[carece de fontes?]

## A estátua
Para dar uma aparência realista à estátua de Vênus, o estúdio enviou Ava Gardner para o escultor Joseph Nicolosi. O artista não foi avisado de que a estátua deveria estar em vestes gregas, tendo que alterar o trabalho posteriormente. O estúdio ficou com 12 cópias da estátua original de Nicolosi, feitas em baquelite, e presenteou como itens promocionais os proprietários de cinema e membros da mídia

## Lista das canções
1. "Don't Look Now But My Heart is Showing" – ouvida na abertura, interpretada por um coral
2. "Speak Low" – cantada por Ava Gardner (dublada por Eileen Wilson) e Dick Haymes
3. "That's Him" – cantada por Ava Gardner (dublada por Eileen Wilson), Olga San Juan e Eve Arden
4. "Don't Look Now But My Heart is Showing" (reprise) – cantada por Dick Haymes, Olga San Juan, Robert Walker, Ava Gardner (dublada por Eileen Wilson) e coral
5. "Speak Low" (reprise) – cantada por Ava Gardner (dublada por Eileen Wilson)